# 尤里卡147
尤里卡147（EUREKA 147，也可寫成：EUREKA-147、Eureka 147或Eureka-147）是一種數位廣播技術的通訊協定，最初是由歐洲各國所共同發展、訂立的標準，如今則已經逐漸遍行適用於世界各國。
事實上EUREKA 147更為人所知的稱呼是數位音訊廣播（DAB, Digital audio broadcasting），不過除了EUREKA 147外也還有其他類型的數位音訊廣播技術，如IBOC（In-band on-channel）或IBAC（In-band adjacent-channel）等。
EUREKA 147使用波段III（band III）以及L波段（L band）的無線頻帶來運作，波段III的頻帶範疇為174MHz—240MHz，L波段則為1452MHz—1492MHz，不過在有些國家也可以使用超高頻波段（UHF，300MHz—3000MHz）來運作。
此外，EUREKA 147能夠讓數位音訊（Digital audio）的位元串流（Bitstream）進行同時性的多路傳輸（Multiplexing），經由此種方式也可讓多個電台共用同一個無線電信號及其波段，以多路傳輸方式對外發波之後，再交由接收器進行對應的解碼，如此即可還原出真正可聆聽的數位音訊。

## 關連項目
- 數位音訊無線電衛星（DARS, Digital Audio Radio Satellite） - 用人造衛星向地面發送數位音訊廣播
- T-DMB（Digital Multimedia Broadcasting） - 數位多媒體廣播及其技術標準
- 香港數碼聲音廣播

## 外部連結
- （英文）BBC Datasheet on Eureka 147 （页面存档备份，存于） - EUREKA 147的技術資料（英國廣播公司）
- （英文）WorldDAB site （页面存档备份，存于） - 介紹全世界數位音訊廣播的網站